# Rugby Leaguer & League Express
Rugby Leaguer & League Express est un hebdomadaire britannique de rugby à XIII  qui parait le lundi au Royaume-Uni. Il est publié par la société d'édition « League Publications Ltd », également éditrice de Rugby League World (magazine mensuel) et du Rugby League Yearbook (sorte d'almanach « treiziste » édité chaque année).  
Il propose des comptes rendus de matchs, des reportages, des photographies couleurs et couvre principalement la  Super League, le Championship  la première division anglaise et le championnat australien.  
Cependant, l’hebdomadaire couvre toutes les divisions, les événements internationaux et également le rugby à XIII de France dont il suit le Championnat. Sa situation est donc paradoxale, car bien qu'il soit de langue anglaise, il est, en 2018, quasiment le seul hebdomadaire « papier » national de l'hémisphère nord à couvrir le rugby à XIII français. L'autre publication étant Midi Olympique en langue française, mais qui y consacre un volume bien plus faible, étant un journal historiquement plus tourné vers le rugby à XV.

## Histoire
La formule actuelle de la publication résulte de la fusion de deux titres existants, « Rugby Leaguer »  (littéralement treiziste) , qui remonte aux années 40, et de « LeagueExpress » dont le premier numéro date du 10 septembre 1990.
En 1990, Martyn Sadler (Président) et Tim Butcher (Directeur général) ont estimé que la couverture médiatique limitée de la presse traditionnelle avait ouvert un marché de niche pour un journal de rugby à XIII qui serait publié chaque lundi. La première édition de League Express, dont le rédacteur est le francophile Mike Rylance, parait  le 10 septembre 1990. Les six premières numéros de League Express ont été imprimés par le Yorkshire Weekly Newspaper Group à Wakefield avant que la production ne soit transférée à Bradford, autre ville du nord de l'Angleterre. 
Au début de la saison 1993-1994  Martyn Sadler devient Rédacteur en chef de League Express. La société d'édition League Publications Limited (LPL) décide d'étendre sa production à un nouveau titre : « League Express Week-end  »  dont le rédacteur est Tim Butcher  et publié chaque vendredi au cours de la saison. Dans les années qui ont suivi le journal a changé de titre pour s’appeler « Rugby League Weekend », « Super League Week », et enfin « Total Rugby League ».
À la fin de la saison 2000, LPL décide de dématérialiser totalement Total Rugby League  en  proposant une édition numérique, TotalRL.com, qui a été lancée le 1er mars 2001 et est devenu l'une des plus populaires du monde du  rugby à XIII.

## Création deRugby Leaguer & League Express
En mai 2002, LPL rachète le titre Rugby Leaguer qu'il fusionne avec League Express.
En 2008, l’hebdomadaire créait un titre honorifique l'Albert Goldthorpe Medal pour récompenser les meilleurs joueurs de Superleague.
En avril 2020, malgré la crise liée au Covid 19, l'hebdomadaire poursuit se parution.